# Vergerette annuelle
Erigeron annuus
Espèce
La Vergerette annuelle (Erigeron annuus) est une espèce de plantes herbacées de la famille des Astéracées. Originaire d'Amérique du Nord, elle est maintenant largement répandue en Europe où elle est considérée comme envahissante.

## Description
C'est une plante assez haute, à fleurs blanchâtres.

### Caractéristiques
Organes reproducteurs :

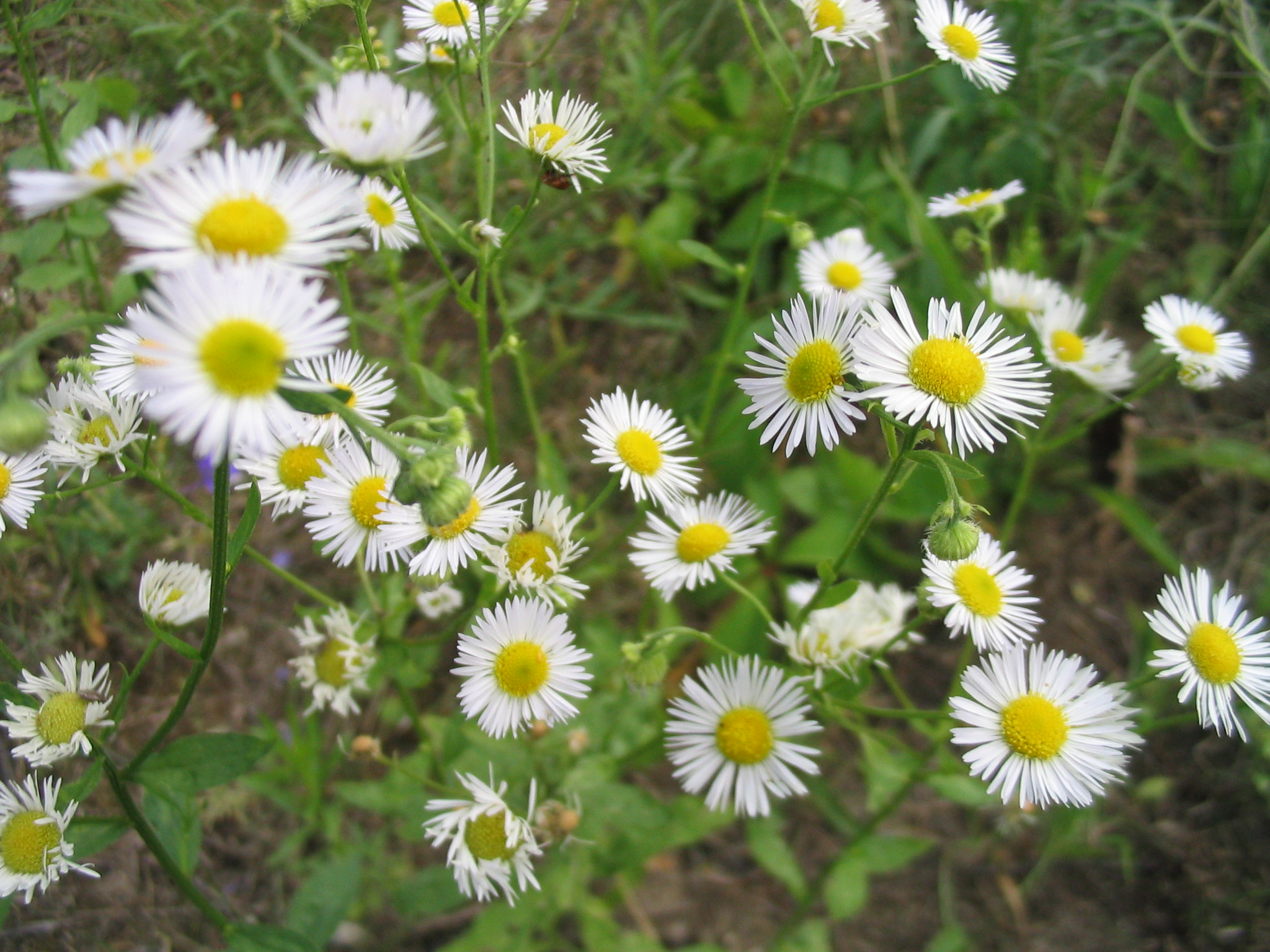
Capitules.

- Couleur dominante des fleurs : blanc, jaune
- Période de floraison : août-septembre
- Inflorescence : grappe de capitules
- Sexualité : hermaphrodite
- Pollinisation : entomogame, autogame

Graine :
- Fruit : akène
- Dissémination : anémochore

Habitat et répartition :
- Habitat type : mégaphorbiaies planitiaires-collinéennes, eutrophiles, médioeuropéennes
- Aire de répartition : introduit (Amér. du nord)

Données d'après : Julve, Ph., 1998 ff. - Baseflor. Index botanique, écologique et chorologique de la flore de France. Version : 23 avril 2004.

### Confusions possibles
L'espèce est très semblable à Erigeron strigosus avec laquelle elle est souvent confondue. Deux détails permettent de les différencier à l'œil nu après un examen minutieux : chez E. strigosus, les feuilles de la tige sont entières ou presque et les poils de la tige sont généralement ascendants, alors que chez E. annuus, les feuilles de la tige sont dentées et les poils de la tige sont disposés perpendiculairement à la tige.

Erigeron annuus
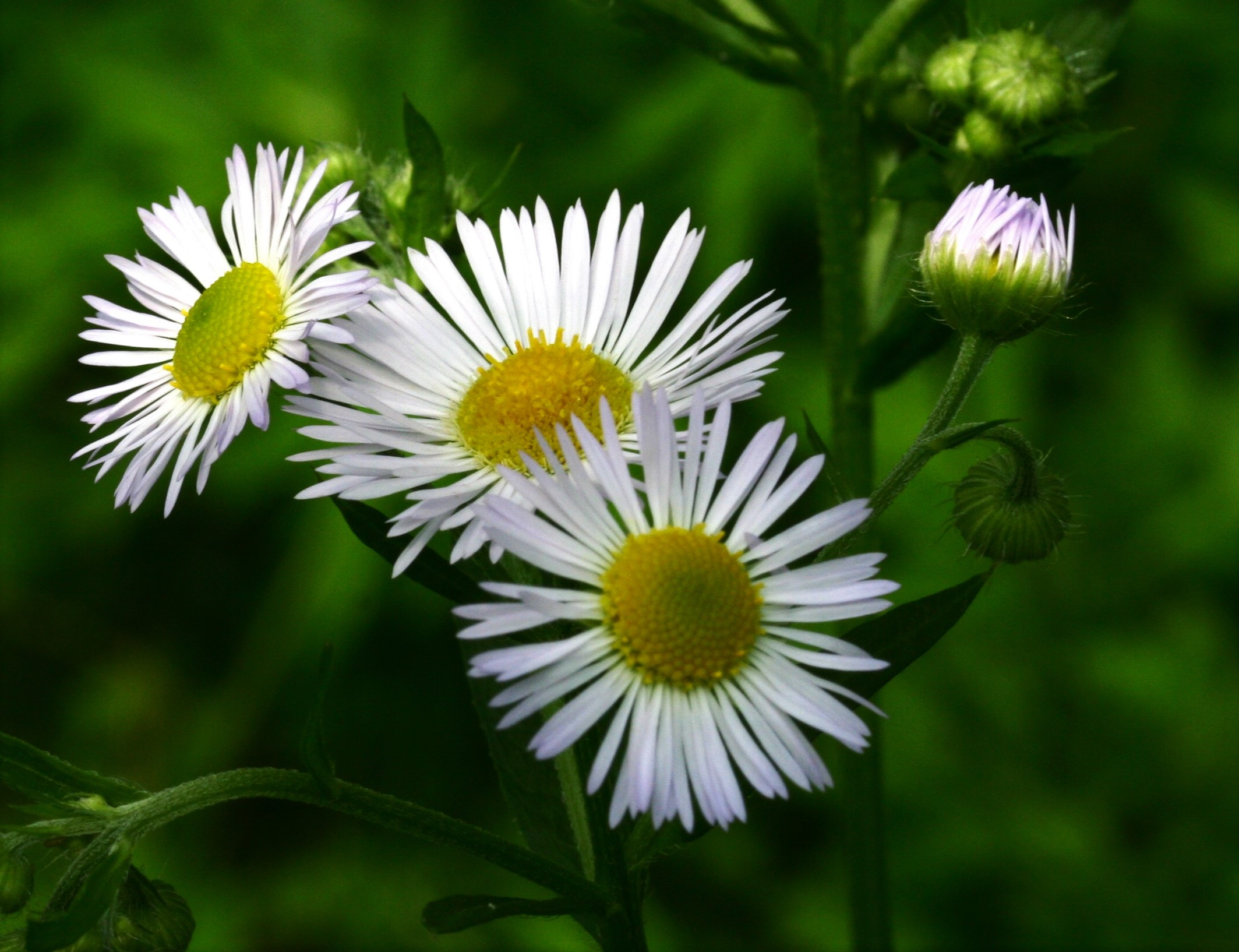
Capitules.
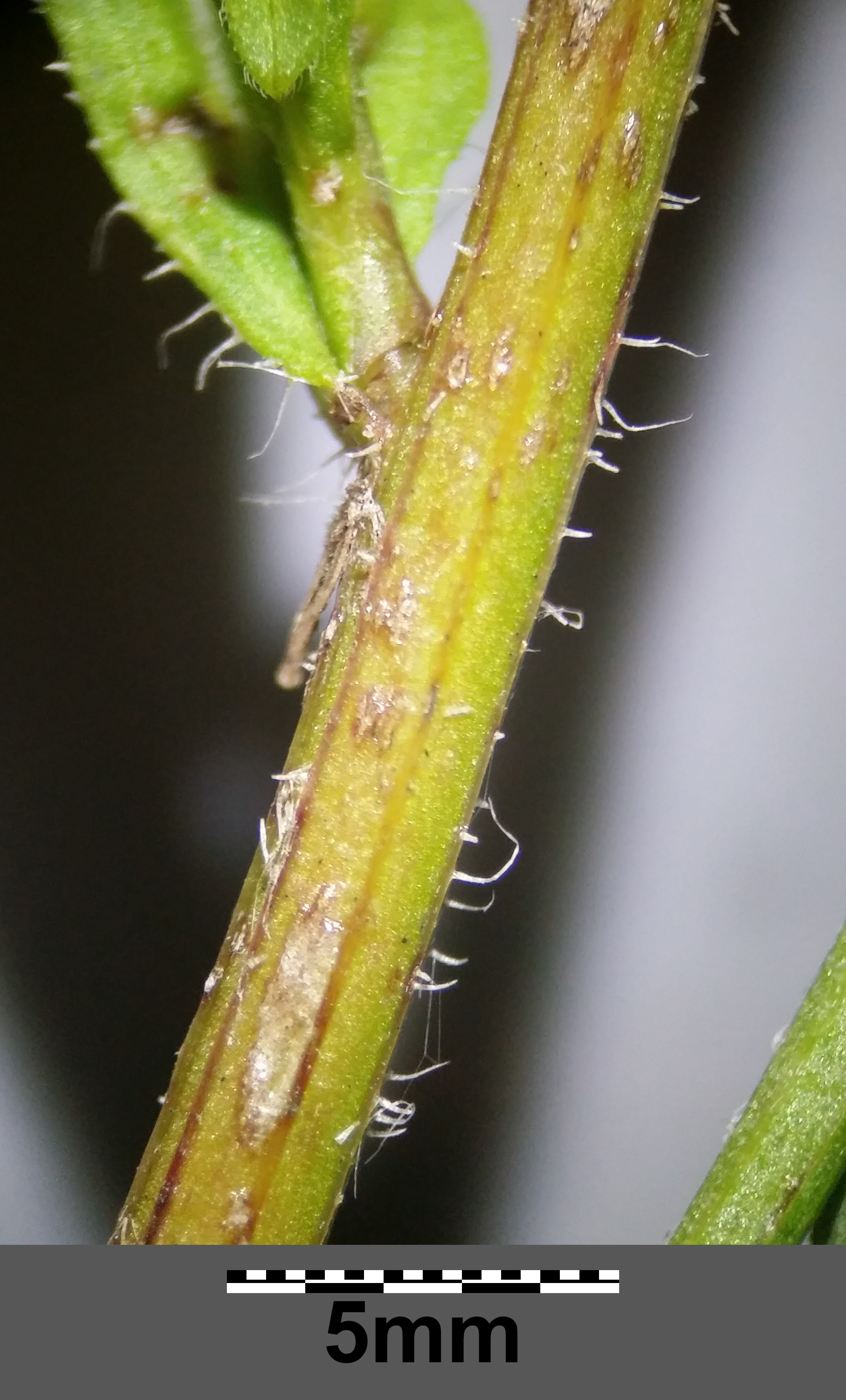
Tige et poils (perpendiculaires à la tige).
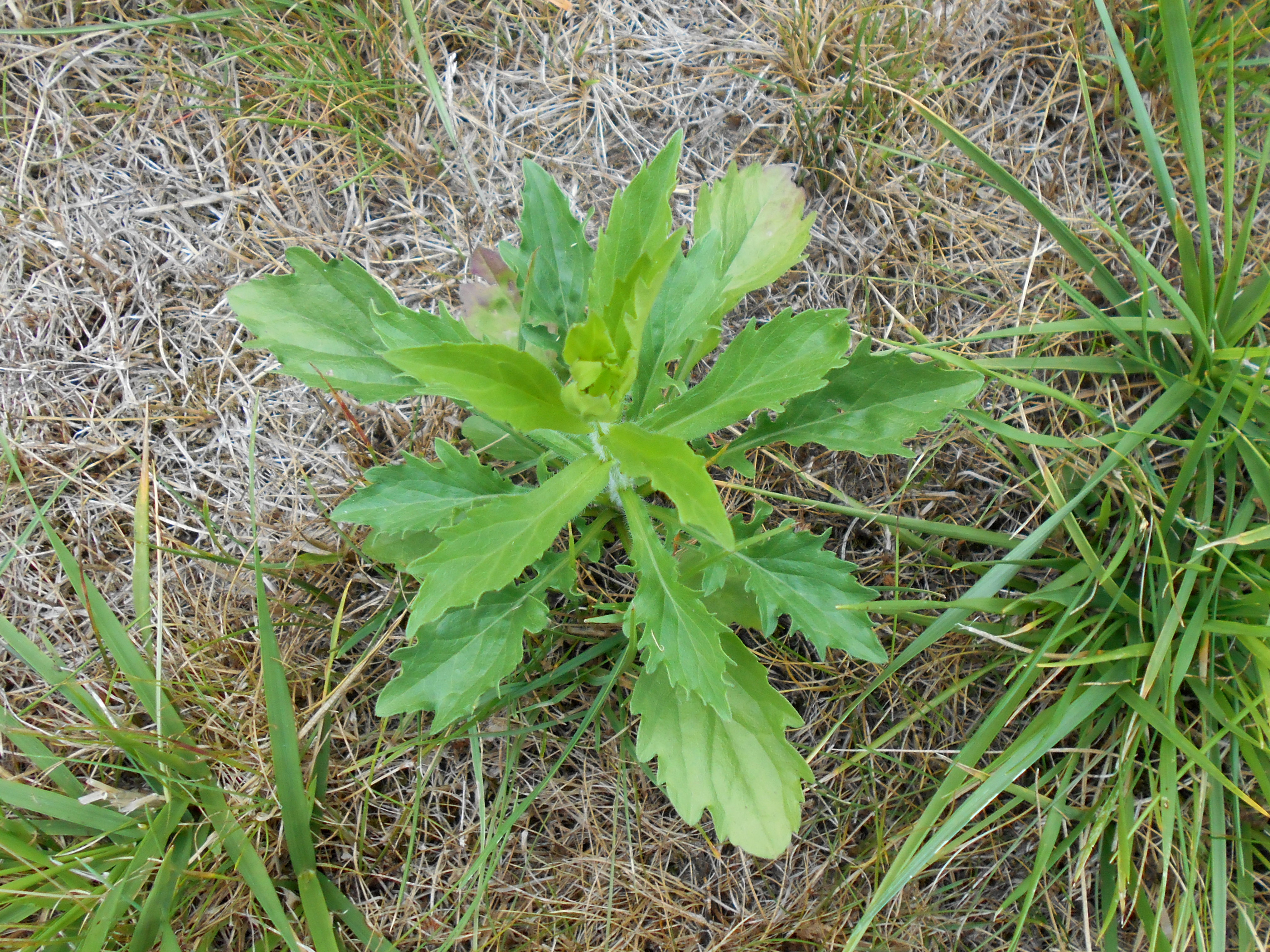
Tige et feuilles.

Erigeron strigosus
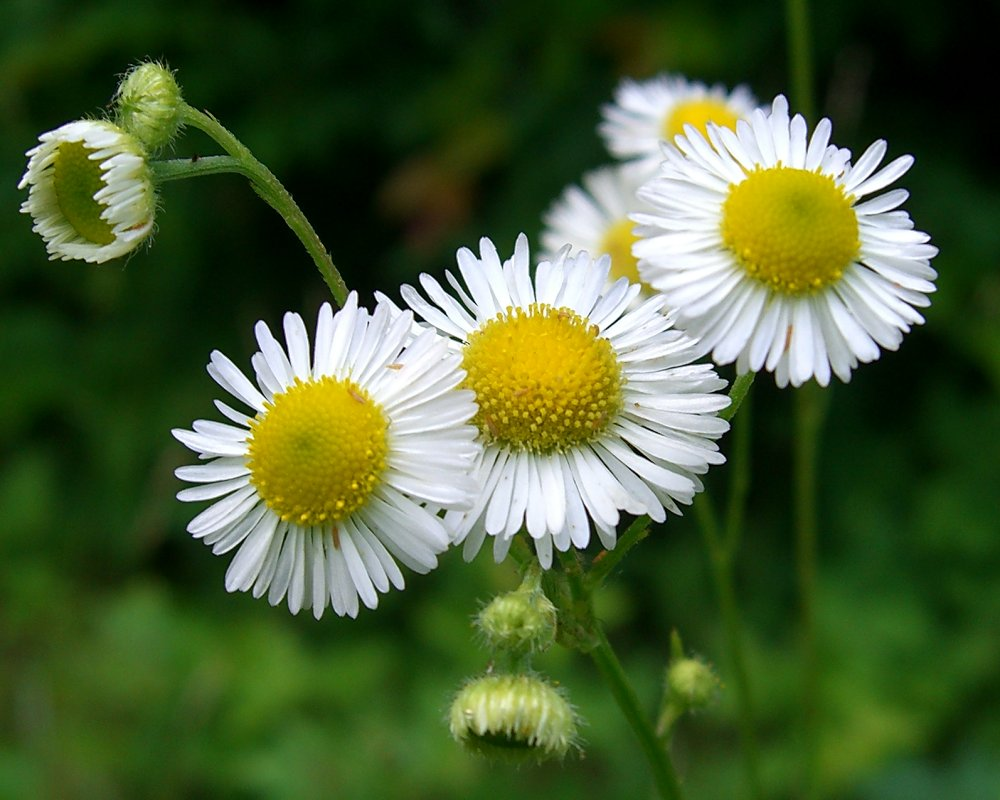
Capitules.
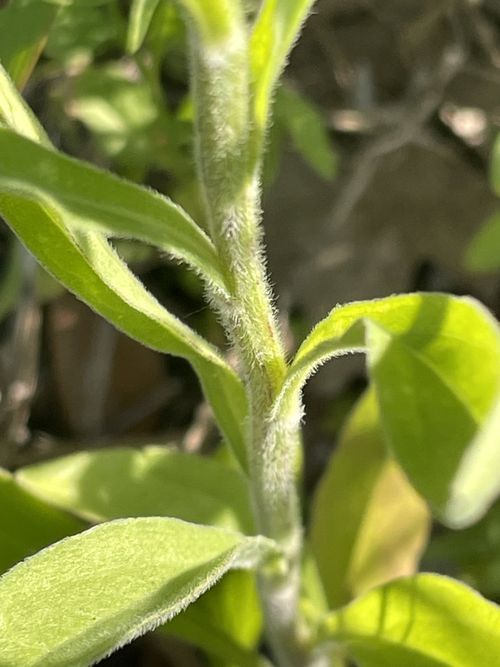
Tige et poils (ascendants).
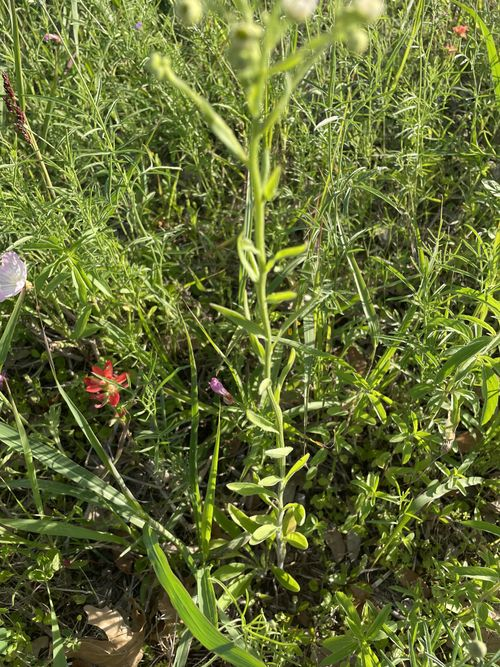
Tige et feuilles.